# Anna Barbara von Stettensches Institut Augsburg

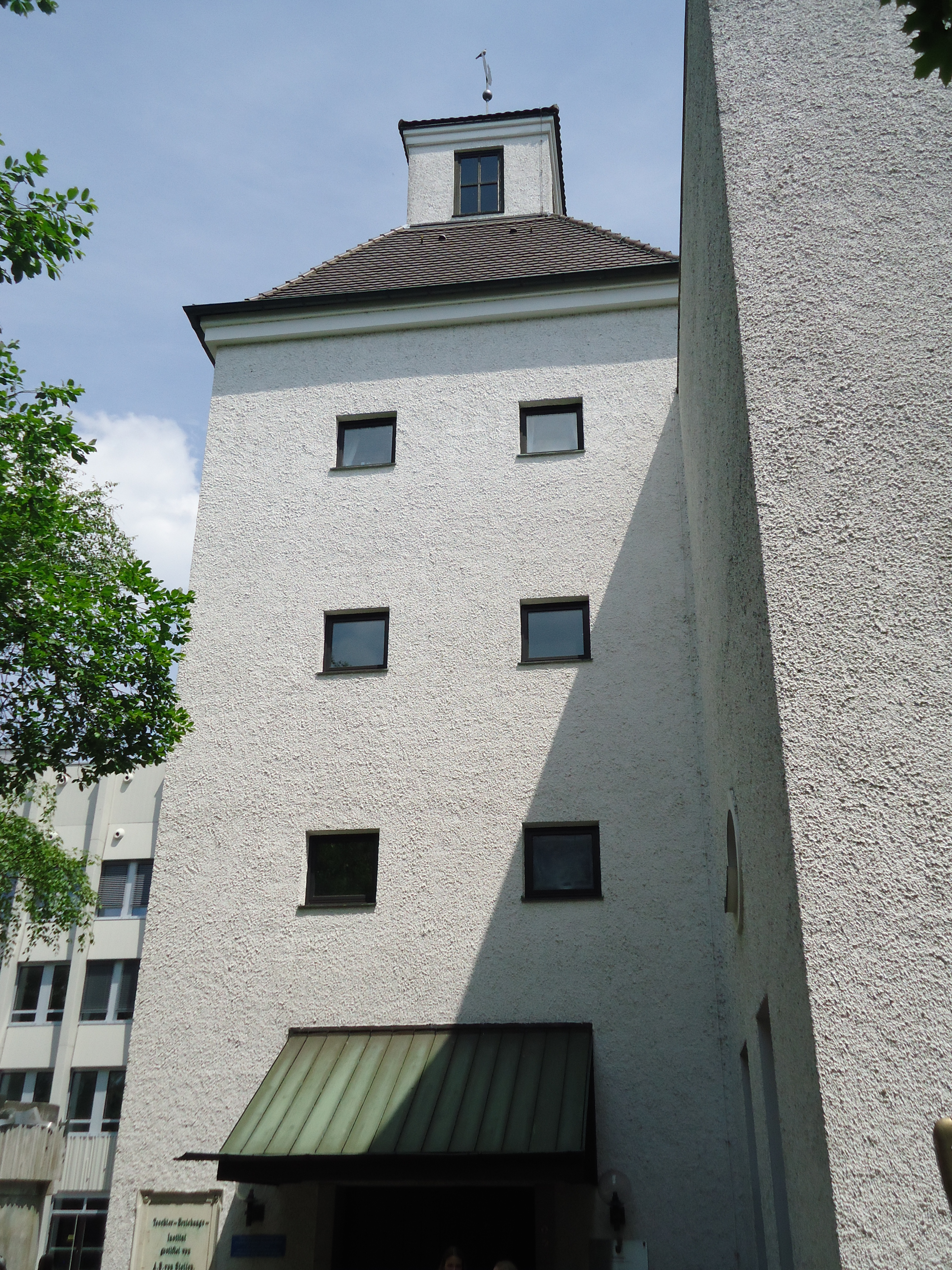
von Stettensches Institut Augsburg

Ehemaliges Schulgebäude am heutigen Martin-Luther-Platz 3, um 1865

Das Anna Barbara von Stettensche Institut (kurz: Stetten-Institut) besteht aus einem Gymnasium und einer Realschule in Augsburg. Der Besuch der privat getragenen Schule ist Mädchen vorbehalten.

## Geschichte
Die als von Amman geborene Anna Barbara von Stetten heiratete im Alter von zwanzig Jahren 1774 den Juristen Johann Ferdinand von Stetten, der nur vier Jahre später verstarb und seiner Frau ein großzügiges Erbe hinterließ. 1803 verfasste Anna Barbara von Stetten ihr Testament, in dem sie die Gründung einer „höheren Schule für Mädchen“, eines Pensionates und einer Aussteuerungsanstalt verfügte, die 1806 – ein Jahr nach ihrem Tod am 19. Februar 1805 – erfolgte: Am damaligen Annaplatz (heute Martin-Luther-Platz, Hausnummer 3) wurde eine Schule mit 21 Schülerinnen in zwei Klassen eröffnet. 1809 wurde die Schule vom bayerischen Staat als „Anstalt für höhere weibliche Bildung“ anerkannt. Das Bildungskonzept der Institution orientierte sich am  Bildungsideal der Philanthropen, abgesehen von einem leichten pietistischen Einfluß. Dabei nahm die Erziehung zu Sittlichkeit und Fleiß breiten Raum ein. Allgemein war der Unterricht ganz auf die Vorbereitung der Mädchen hinsichtlich ihrer dreifachen Bestimmung, nämlich Hausfrau, Ehefrau, Mutter, ausgerichtet. Die Fächer Tanzen, Zeichnen, Malen. Sticken und Französisch als Momente der eleganten Bildung sollten nicht allgemein gelehrt werden. Im Fächerkanon dominierten Handarbeiten und Hauswirtschaft: Bei einem ganztägigen Unterricht waren nur 1,5 Stunden für die Fächergruppe Religion, Sittenlehre, Rechtschreibung, Muttersprache, Geographie, Naturgeschichte und Physik vorgesehen sowie eine Stunde zusätzlich für Rechnen und Schreiben in der unteren der beiden Klassen.
Gegen Ende des Zweiten Weltkrieges und mit Verstärkung der Luftangriffe auf Augsburg wurden mehrere Schulgruppen vorübergehend nach Füssen und Umgebung verlegt.
Am 1. Juli 1966 erfolgte der Spatenstich für den Bau eines neuen Schulgebäudes in der heutigen Lage „Am Katzenstadel“. Am 15. September 1969 fand der erste Schultag in den neuen Räumlichkeiten statt – zu dieser Zeit besuchten bereits 745 Schülerinnen das A. B. von Stettensche Institut. Am 3. Dezember 1988 wurde ein neues Internatsgebäude eingeweiht, das in der Zwischenzeit einer anderen Benutzung zugeführt wurde. Seit 2004 ist es sprachliches und naturwissenschaftlich-technologisches G8-Gymnasium.

## Bekannte Lehrer und Schüler
- Annina Braunmiller (* 1985), ehemalige Schülerin, Synchronsprecherin
- Carmen Hanganu (1934–2024), ehemalige Lehrerin, Opernsängerin
- Sybille von Obernitz (* 1962), ehemalige Senatorin für Wirtschaft, Technologie und Forschung in Berlin
- Erich Pfefferlen (* 1952), ehemaliger Lehrer, Schriftsteller
- Erika Spann-Rheinsch (1880–1967), ehemalige Schülerin, Dichterin
- Therese Stählin (1839–1928), ehemalige Schülerin, Oberin von Diakonie Neuendettelsau